# Refuge du Glacier-Blanc
Le refuge du Glacier-Blanc est un refuge de montagne de France situé à 2 542 mètres d'altitude, sur la commune de Pelvoux, dans le Briançonnais, au cœur du massif des Écrins. Situé sur le chemin d'accès au refuge des Écrins, il est accessible après deux heures et demie de marche à partir du pré de Madame Carle (terminus de la route après le hameau d'Ailefroide). Le refuge est gardé.

## Histoire
En 1862, le Britannique Francis Fox Tuckett tente l'ascension de la Barre des Écrins, accompagné par les guides Michel Croz et Peter Perren. Ils font un arrêt sous un bloc de roche dans les séracs du glacier Blanc. Les alpinistes qui feront cette escalade par la suite appelleront cet abri de fortune hôtel Tuckett.
C'est en 1886 qu'un refuge est construit près de cet abri. Abandonné comme refuge aujourd'hui, il a été transformé en écomusée avec une reconstitution de l'aménagement du refuge à son origine.
La construction d'un nouveau refuge du Glacier-Blanc est entreprise un peu plus haut, en mai 1942. Les matériaux sont amenés à dos d'homme depuis le refuge Cézanne, situé au Pré de Madame Carle. La guerre ralentit la construction. Le nouveau refuge est inauguré le 29 août 1948.

## Ascensions
- Montagne des Agneaux (3 664 m)
- Pic de Neige Cordier (3 614 m)
- Pic du Glacier-d'Arsine (3 364 m)
- Pic du Glacier-Blanc (3 527 m)
- Pointe des Cinéastes (3 203 m)

Le Dôme de Neige des Écrins (4 015 m) et Roche Faurio (3 730 m) peuvent s'effectuer depuis le refuge du Glacier-Blanc quand celui des Écrins, plus proche de ces deux sommets, affiche complet.